# Santo Ângelo
Santo Ângelo est une ville située dans l'État brésilien du Rio Grande do Sul, dans la région nord-ouest. Elle fait partie de la microrégion de Santo Ângelo. Avec 78 908 habitants et une superficie d'environ 677km², il s'agit de la plus grande municipalité de la Região das Missões.
L'économie locale est basée sur la production de soja, de maïs, de blé ou encore de bovins.

## Géographie
Santo Angelo est située dans la région nord-ouest de l'état du Rio Grande Do Sul. Elle est bordée au nord par Giruá, au sud par Entre-Ijuís, au nord-est par Catuípe et au nord-ouest par Sete de Setembro. Elle se situe a 459 km de Porto Alegre, la capitale du Rio Grande Do Sul.
Elle est arrosée par le rio Buriti.

## Démographie
Santo Angelo est la quatrième ville la plus peuplée du nord ouest de Rio Grande Do Sul et la 27e plus peuplée en prenant en compte l'ensemble de l'état. Les données de l'IBGE recensent 80 117 habitants en juillet 2006, 73 800 en 2007 et 76 304 en 2010.
Le recensement de 2000 indiquait une population de 76 745 habitants, dont 64 900 résidant dans les zones urbaines et 11 845 dans les zones rurales. Sur ces 76 745, 39 718 étaient de sexe féminin et 37 027 de sexe masculin.

## Administration

### Quartiers
L'administration et la gérance de la ville sont prises en charge par la mairie municipale de Santo Angelo, actuellement dirigée par Valdir Andres, en fonction depuis le 1er janvier 2013. La ville possède environ 80 quartiers.

### Districts
Santo Angelo est divisée en 15 districts : Buriti, Comandaí, Colônia Municipal, Rincão dos Mendes, Restinga Seca, Lajeado Cerne, Atafona, Ressaca da Buriti, Cristo Rei, Sossego, Rincão dos Roratos, União, Lajeado Micuim et Rincão dos Meotti.

### Jumelage
Santo Angelo est jumelée avec Parana, en Argentine, depuis le 10 décembre 1994.

## Économie

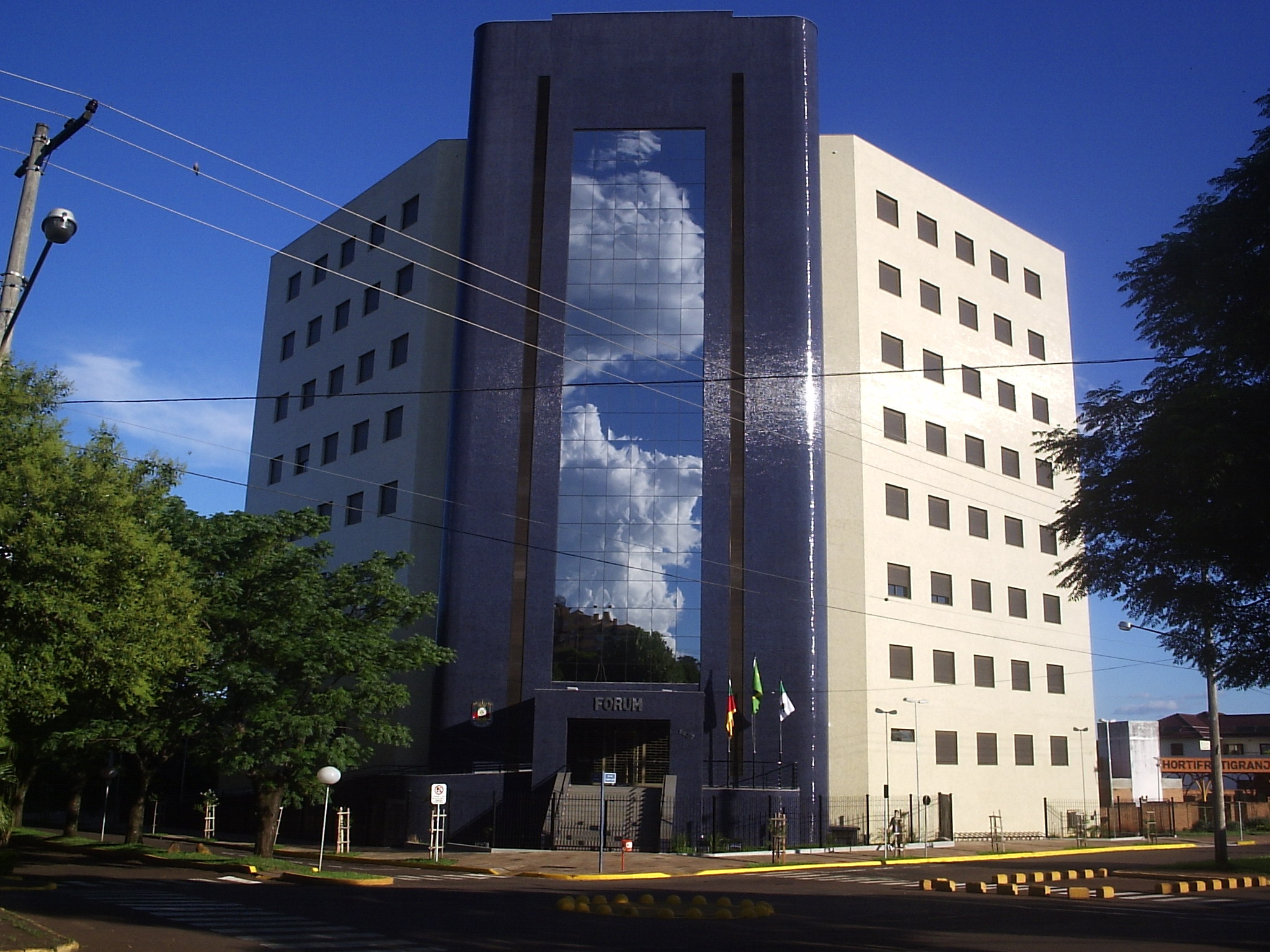
Forum de Santo Angelo.

Une partie de l'économie de la ville est axée autour de l'agriculture, dont les principales productions sont les cultures de soja, de maïs et de blé.
Les services publics sont particulièrement bien implantés dans la ville : ainsi, elle possède nombre de lieux dédiés aux loisirs et au divertissement, un commerce structuré et un certain nombre de zones touristiques, le tourisme tenant un effet une place importante dans l'économie de la ville.
La ville est également connue pour sa "Fenamilho international", une foire tenue tous les deux ans à Santo Angelo. Il s'agit de l'un des plus importants événements culturels ayant lieu dans le Rio Grande Do Sul. La 15e édition de 2011 avait rassemblé 140 000 personnes - dont plusieurs personnalités politiques telles que le gouverneur Tarso Genro - pour un chiffre d'affaires de R$ 97.812.453,00. D'importantes célébrités nationales s'étaient également produites sur scène cette année la, comme le célèbre musicien Michel Telo.

## Éducation
Santo Angelo est reconnue comme un des pôles éducatifs du Rio Grande Do Sul. Trois établissements d'enseignement supérieur basés dans l'État possèdent des campus à Santo Angelo : l'URI (Universidade Regional Integrada do Alto), l'IESA (Instituto Cenecista de Ensino Superior de Santo) et l'Uníntese. On compte approximativement 6000 étudiants à Santo Angelo.
La ville a un mouvement étudiant actif. Plusieurs organisations représentant ces étudiants sont connues, comme l'UESA (União dos Estudantes de Santo Ângelo - Union des étudiants de Santo Angelo), le Diretório Central dos Estudantes da URI (DCE) et le Central do Estudante (Centre des étudiants).

## Santé
Le principal centre hospitalier de Santo Angelo est l'"Hospital Santo Ângelo" (HSA), connu également comme l'"Hospital de Caridade de Santo Ângelo (Hopital de Charité de Santo Angelo).
Ce centre hospitalier dispose d'un nombre total de 170 lits. La ville dispose également d'un hôpital privé et d'un hôpital militaire et prévoit la construction d'un nouvel hôpital, le Hospital Regional Unimed Missões, qui devrait comporter une capacité de 80 lits.